# Kim Ye-won (actriz nacida en 1997)
Kim Ye-won (23 de agosto de 1997) es una actriz surcoreana.

## Filmografía

### Serie de televisión
| Año  | Título                     | Rol                   | Red  |
| ---- | -------------------------- | --------------------- | ---- |
| 2004 | Land                       | Yang-hyeon            | SBS  |
| 2004 | Dal-rae's House            | Song-yi (episodio 54) | KBS2 |
| 2006 | Finding Dorothy            | Lee Soo-ah            | MBC  |
| 2006 | The Vineyard Man           | So Hee-jung           | KBS2 |
| 2007 | Drama City "Run, Gong-joo" | Na Gong-joo           | KBS2 |
| 2007 | The King and I             | Seol-young            | SBS  |
| 2007 | The Innocent Woman         | Oh Sa-rang            | KBS2 |
| 2008 | My Pitiful Sister          | Song In-soo           | KBS1 |
| 2009 | Empress Cheonchu           | Chun Hyang-bi         | KBS2 |
| 2009 | Strike Love                | Choi Hyun-ji          | MBC  |

### Cine
| Año  | Título          | Rol               |
| ---- | --------------- | ----------------- |
| 2006 | Almost Love     |                   |
| 2010 | Poetry          | nieta de Mr. Kang |
| 2011 | Funny Neighbors | Yang Sol-mi       |
| 2013 | Steal My Heart  | Yoon Jin-sook     |

## Premios y nominaciones
| Año  | Premio           | Categoría          | Nominación        | Resultado |
| ---- | ---------------- | ------------------ | ----------------- | --------- |
| 2007 | KBS Drama Awards | Mejor Actriz Joven | La Mujer Inocente | Ganadora  |